# Carboniumion
Het carboniumion is een pentavalent (of tetravalent) carbokation van het type CR5+. Men spreekt hierbij over niet-klassieke carbokationen.

## Het methaniumion

Structuurformule van het methaniumion.

Het methaniumion (CH5+) kan beschouwd worden als geprotoneerd methaan. Het kan bereid worden door reactie van methaan met een superzuur, zoals fluorsulfonzuur. Vermits methaan geen vrij elektronenpaar heeft, moet de extra binding gebeuren via een 3-center-2-elektronbinding, zoals in diboraan.

## Andere niet-klassieke carbokationen
- Norbornylkation

## Andere oniumionen
- Ammoniumion
- Fosfoniumion
- Oxoniumion